# Valga
Valga es un municipio español de la provincia de Pontevedra situado a la orilla del río Ulla, en la comunidad autónoma de Galicia.

## Geografía

### Límites
Está delimitado al norte por los municipios de Dodro, Puentecesures y Padrón; Catoira y Caldas de Reyes por el sur; Cuntis y La Estrada por el este y Rianjo y Dodro por el oeste.

### Localización
Situada en la orilla izquierda del curso bajo del río Ulla; está cruzado por la autopista AP-9, la línea de ferrocarril de Vigo a La Coruña, la N-550 de La Coruña a Pontevedra y la C-550 de Finisterre a Tuy.
La parte norte la ocupa el amplio valle del río Ulla en el que desembocan el río Louro y el río Valga que discurren paralelos durante parte de su recorrido. Al sur se encuentran dos montes, el monte Xiabre y el monte Xesteiras. Las vías de comunicación circulan en la depresión que forman estas dos estribaciones.

## Historia
Hacia mediados del siglo XIX, el lugar, ya por entonces con ayuntamiento propio, tenía contabilizada una población de 4433 habitantes. Aparece descrito en el decimoquinto volumen del Diccionario geográfico-estadístico-histórico de España y sus posesiones de Ultramar de Pascual Madoz con las siguientes palabras:

VALGA: ayunt. en la prov. de Pontevedra (4 leg.), part. jud. de Caldas de Reyes (1), aud. terr. y c. g. de la Coruña (14), dióc. de Santiago (4). sit. al N. de la prov., é izq. del r. Ulla con libre ventilacion; clima templado y sano. Comprende las felig. de Campaña, Sta. Cristina; Janza, Sta. Maria; Louro, Sta. Columba; Requeijo, San Julian; Siete-Coros, San Salvador, y Valga, San Miguel; reuniéndose el ayunt. en el l. de Puente-Valga perteneciente á la última parr. Confina el térm. municipal N. r. Ulla; E. monte Gesteiras; S. ayunt. de Caldas de Reyes, y O. el de Catoira. El terreno es de buena calidad, y le cruzan distintos riach., que desprendiéndose del monte Gesteiras y de otros que hay al O. se dirigen á desaguar en el Ulla, que atraviesa por el N. Ademas de la costa, pasa por el centro del ayunt. la carretera de Santiago á Pontevedra. El correo se recibe de la estafeta de Padrón, prov. de la Coruña, tres veces á la semana. prod.: trigo, maiz, centeno, patatas, legumbres, frutas, vino, lino, leña y pastos: hay ganado vacuno, de cerda, lanar y cabrio; caza y pesca de varias clases. ind.: la agrícola, molinos harineros, y telares de lienzos ordinarios. pobl.: 1,036 vec., 4,433 alm. contr.: 59,167 rs. Asciende el presupuesto municipal á mas de 8,000 rs. que se cubren por reparto entre los vecinos.
(Madoz, 1849, p. 457)

## Clima
Las temperaturas son suaves, con una media de 13 °C. Las lluvias son abundantes, llegando a 1700 mm. anuales.

## Geografía humana

### Demografía
Cuenta con una población de 5671 habitantes (INE 2024).
| Gráfica de evolución demográfica de Valga entre 1842 y 2021 |
| |
| Población de derecho según los censos de población del INE Población de hecho según los censos de población del INEEntre el censo de 1930 y el anterior, disminuye el término del municipio porque independiza a 36044 (Puentecesures) |

### Parroquias
Parroquias que forman parte del municipio:
- Campaña (Santa Cristina)
- Cordeiro (Santa Columba)
- Janza[5]
- Sietecoros[5]
- Valga (San Miguel)

## Corporación municipal

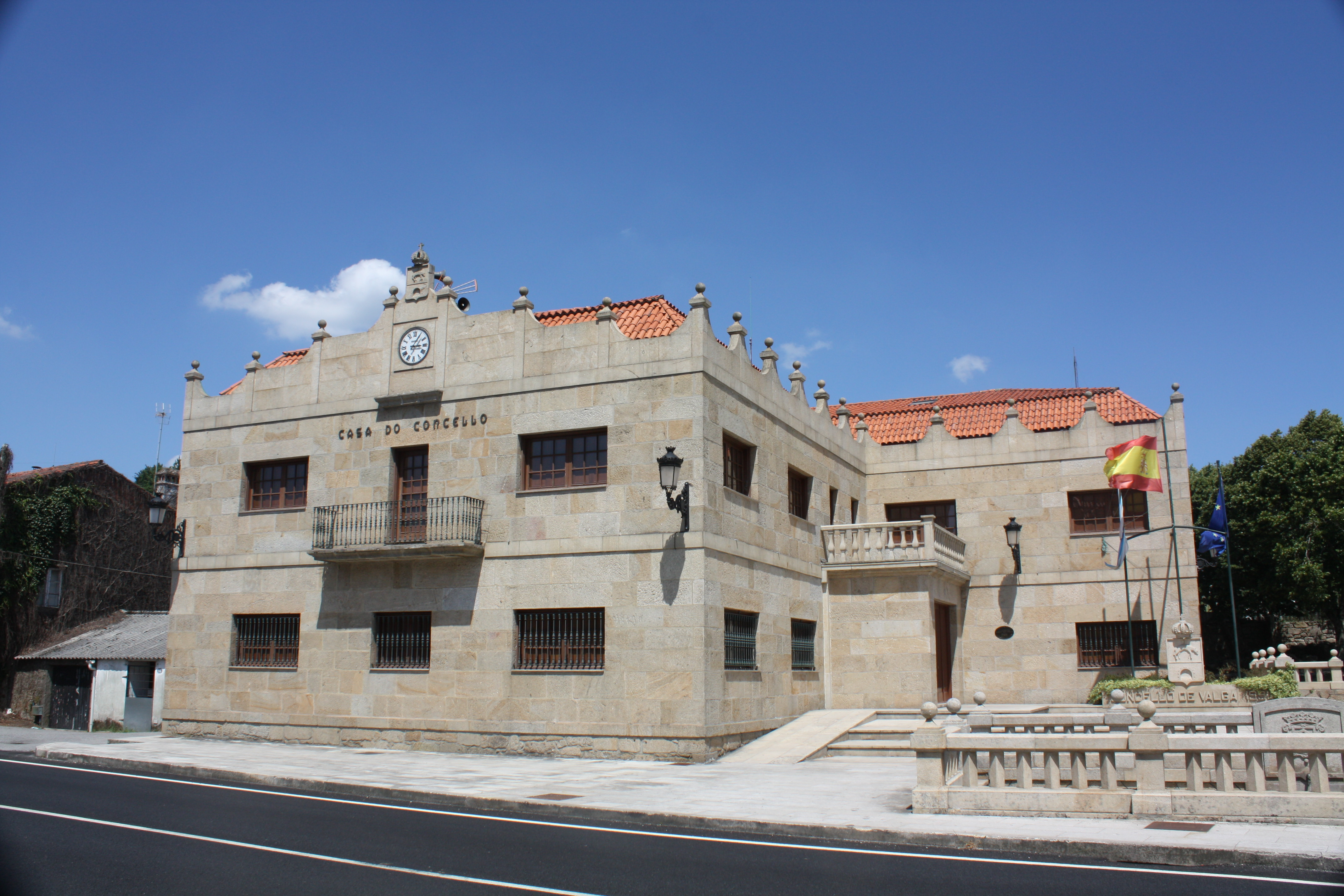
Ayuntamiento de Valga

| Resultado elecciones municipales del 28 de mayo de 2023 en Valga |       |            |            |
| Nombre                                                           | Votos | Porcentaje | Concejales |
| Partido Popular                                                  | 2189  | 60,72%     | 9          |
| Partido Socialista Obrero Español                                | 662   | 18,36%     | 2          |
| Bloque Nacionalista Galego                                       | 530   | 14,7%      | 2          |
| Valga Viva                                                       | 203   | 5,63%      | -          |

## Asociaciones culturales
El ayuntamiento de Valga cuenta con diferentes asociaciones culturales entre las que destaca la banda de música municipal de Valga y escuela de música municipal de Valga, la Escuela Municipal de Teatro, la Asociación Cultural y Juvenil A Eira, entre otras muchas.